# Raccordo autostradale 9
Der Raccordo autostradale 9 (italienisch für ‚Autobahnzubringer 9‘), auch Raccordo di Benevento genannt, ist ein Autobahnzubringer im Süden Italiens, der die Provinzhauptstadt Benevent mit dem italienischen Autobahnnetz und der A16  verbindet. Verwaltet wird der von der ANAS.
Das Decreto Legislativo 29 ottobre 1999, n.461 hat den RA 3 nicht in das Autobahnnetz Italiens aufgenommen, sondern ihn als Straße von nationalen Interesse  eingestuft.
2004 stufte ein weiteres Dekret (Decreto del Presidente del Consiglio dei Ministri del 23 novembre 2004) den Autobahnzubringer als RA9 ein. Die Bezeichnung RA9 wird an den Hinweistafeln angezeigt.
Der Autobahnzubringer ist vierspurig (2 Fahrstreifen je Richtung) ausgebaut, ohne Standstreifen. Bei Benevento geht er in die SS 372 Telesina über.

## Maut
Ursprünglich war der RA9 wie die meisten Autobahnzubringer in Italien mautfrei. Jedoch erfolgte ab 2011 eine Mauteinführung auf den meisten Zubringern sowie allen der ANAS unterstehenden Autobahnstrecken. Es wird dabei ein elektronisches Zahlungssystem verwendet, anstatt der traditionellen Mautstellen. Dies betrifft auch die RA9.